# Khazret Sultan
Il Khazret Sultan (in uzbeco Hazrati Sulton choʻqqisi) è una montagna alta 4.643 m s.l.m.. In passato era chiamata Picco del 22º congresso del Partito Comunista.

## Geografia
Collocata sulla frontiera tra il Tagikistan e l'Uzbekistan, rappresenta il punto più alto di quest'ultimo paese.
Appartiene alla catena dei Gissar, della quale è il punto culminante.

## Accesso alla cima
La via più breve per la salita al Khazret Sultan è quella che partendo dalla città tagica di Dušanbe transita per le gole di Varzob e il lago di Iskanderkul.